# 본 포 유
《본 포 유》(영어: Born for You)는 2016년 방영된 필리핀의 드라마이다.